# Municipio de West Creek
El municipio de West Creek (en inglés: West Creek Township) es un municipio ubicado en el condado de Lake en el estado estadounidense de Indiana. En el año 2010 tenía una población de 6826 habitantes y una densidad poblacional de 42,45 personas por km².

## Geografía
Según la Oficina del Censo de los Estados Unidos, tiene una superficie total de 160.79 km², de la cual 160,49 km² corresponden a tierra firme y (0,19 %) 0,3 km² es agua.

## Demografía
Según el censo de 2010, había 6826 personas residiendo en el municipio de West Creek. La densidad de población era de 42,45 hab./km². De los 6826 habitantes, el municipio de West Creek estaba compuesto por el 96,59 % blancos, el 0,42 % eran afroamericanos, el 0,25 % eran amerindios, el 0,34 % eran asiáticos, el 1,13 % eran de otras razas y el 1,27 % eran de una mezcla de razas. Del total de la población el 4,89 % eran hispanos o latinos de cualquier raza.